# Google (motor de căutare)
Google sau Google Web Search este un motor de căutare pe Internet al companiei americane Google Inc., fondată în 15 septembrie 1997 de către doi doctoranzi de la Universitatea Stanford, Larry Page și Sergey Brin. Motorul de căutare oferă o metodă simplă și rapidă de găsire a informațiilor din web, în 124 de limbi, având o bază de date cu peste 25 de miliarde de pagini de situri web. Statisticile indică faptul că peste 80% din căutările pe Internet sunt efectuate prin motorul de căutare Google, acesta aflându-se pe primul loc în preferința consumatorilor.
Aproximativ 26,75% din traficul global lunar al Google provine din Statele Unite, 4,44% din India, 4,4% din Brazilia, 3,92% din Regatul Unit și 3,84% din Japonia, conform datelor furnizate de Similarweb.
Ordinea rezultatelor căutărilor pe Google se bazează, în parte, pe un sistem de clasificare prioritară numit "PageRank". Căutările pe Google oferă, de asemenea, multe opțiuni diferite pentru căutări personalizate, folosind simboluri pentru a include, exclude, specifica sau cere anumite comportamente de căutare, și oferă experiențe interactive specializate, cum ar fi statusul zborurilor și urmărirea coletelor, prognozele meteo, conversiile valutare, de unități și de timp, definiții de cuvinte și altele.
Scopul principal al căutării Google este de a căuta text în documente accesibile publicului oferite de serverele web.  În 2011, Google a introdus "Căutarea vocală Google" pentru a căuta cuvinte rostite, în loc de cele tastate. În 2012, Google a introdus o funcționalitate de căutare semantică numită Knowledge Graph. 
Analiza frecvenței termenilor de căutare poate indica tendințe economice, sociale și de sănătate. Date despre frecvența utilizării termenilor de căutare pe Google pot fi accesate în mod deschis prin Google Trends.

## Mod de funcționare
Sistemul motoarelor de căutare actuale cum ar fi și Google inspectează permanent Internetul, în special siturile cele mai vizitate, și extrage din ele (indexează) informația necesară în avans, chiar și în momentele când nu există cereri de căutare concrete, active. Informația extrasă este apoi depozitată în baza de date a sistemului. Scopul este ca la cerere această informație să poată fi prezentată utilizatorului foarte rapid, chiar dacă ea este deja mai mult sau mai puțin depășită.

## Indexarea căutării
Google indexează sute de terabytes de informații din pagini web. Pentru site-urile care sunt în prezent nefuncționale sau în alt mod inaccesibile, Google oferă linkuri către versiuni cache ale site-ului, formate de cea mai recentă indexare a paginii de către motorul de căutare. În plus, Google indexează unele tipuri de fișiere, putând afișa utilizatorilor documente PDF, documente Word, foi de calcul Excel, prezentări PowerPoint, anumite conținuturi multimedia Flash și fișiere text. Utilizatorii pot activa, de asemenea, "SafeSearch", o tehnologie de filtrare menită să prevină apariția conținutului explicit și pornografic în rezultatele căutării.
În ciuda indexului imens al căutării Google, sursele presupun în general că se indexează mai puțin de 5% din totalul internetului, restul aparținând așa zisului internet ascuns, inaccesibil prin instrumentele sale de căutare.
În 2012, Google și-a schimbat instrumentele de indexare a căutării pentru a penaliza site-urile care fuseseră acuzate de piraterie. În octombrie 2016, Gary Illyes, un analist de tendințe web la Google, a anunțat că motorul de căutare va crea un index web separat, principal, dedicat dispozitivelor mobile, cu un index secundar, mai puțin actualizat, pentru utilizarea pe desktop. Schimbarea a fost o reacție la continuarea creșterii utilizării mobile și o încurajare pentru dezvoltatorii web să adopte o versiune prietenoasă pentru mobil a site-urilor lor. În decembrie 2017, Google a început să implementeze schimbarea, având deja acest lucru pentru mai multe site-uri.

### Actualizarea căutărilor de tip "Cafeină"
În august 2009, Google i-a invitat pe dezvoltatorii web să testeze o nouă arhitectură de căutare, cu nume de cod "Caffeine", și să-și ofere feedback-ul. Noua arhitectură nu a adus diferențe vizuale în interfața utilizatorului, dar a adăugat îmbunătățiri semnificative de viteză și o nouă infrastructură de indexare. Mișcarea a fost interpretată în unele cercuri ca o reacție la recenta lansare de către Microsoft a unei versiuni îmbunătățite a propriului său serviciu de căutare, redenumit Bing.

### Actualizarea căutărilor de tip "Medic"
În august 2018, Danny Sullivan, expert din compania Google, a anunțat o actualizare amplă a algoritmului de bază. Conform analizei curente efectuate de liderii industriei Search Engine Watch și Search Engine Land, actualizarea a vizat reducerea clasamentului site-urilor medicale și legate de sănătate care nu erau prietenoase cu utilizatorul și nu ofereau o experiență bună utilizatorului. De aceea, experții din industrie au numit-o "Medic".
Google rezervă standarde foarte ridicate pentru paginile YMYL (Your Money or Your Life). Aceasta se datorează faptului că dezinformarea poate afecta utilizatorii din punct de vedere financiar, fizic sau emoțional. Prin urmare, actualizarea a vizat în special acele pagini YMYL care au conținut de calitate scăzută și de dezinformare. Cu toate acestea, multe alte site-uri web din alte industrii au fost, de asemenea, afectate negativ.

## Rezultatele căutărilor
În 2013, Comisia Europeană a constatat că Google Search favorizează produsele proprii ale Google, în locul celui mai bun rezultat pentru nevoile consumatorilor. În februarie 2015, Google a anunțat o schimbare majoră în algoritmul său de căutare pe dispozitive mobile, care ar favoriza site-urile mobile-friendly față de celelalte site-uri. Aproape 60% dintre căutările Google provin de pe telefoane mobile. Google afirmă că dorește ca utilizatorii să aibă acces la site-uri web de calitate premium. Acele site-uri care nu au o interfață prietenoasă pentru dispozitivele mobile vor fi clasate mai jos și se așteaptă ca această actualizare să provoace o schimbare în clasamente. Afacerile care nu își actualizează site-urile web în consecință ar putea vedea o scădere în traficul obișnuit al site-urilor lor.

### Page Rank
Ascensiunea Google s-a datorat în mare parte unui algoritm patentat numit PageRank, care ajută la clasificarea paginilor web care corespund unei anumite șiruri de căutare. Atunci când Google era un proiect de cercetare la Stanford, era poreclit BackRub datorită faptului că tehnologia verifica backlink-urile pentru a determina importanța unui site. Alte metode bazate pe cuvinte cheie pentru clasificarea rezultatelor căutării, folosite de multe motoare de căutare care pe vremuri erau mai populare decât Google, ar verifica cât de des apar termenii de căutare într-o pagină sau cât de puternic sunt asociați termenii de căutare în fiecare pagină rezultată. Algoritmul PageRank, în schimb, analizează linkurile generate de oameni, presupunând că paginile web legate de multe pagini importante sunt, de asemenea, importante.

### Optimizare Google
Deoarece Google este cel mai popular motor de căutare, mulți webmasteri încearcă să influențeze clasamentul site-urilor lor în Google. A apărut o industrie de consultanți care îi ajută pe proprietarii de site-uri să-și crească clasamentul pe Google și pe alte motoare de căutare. Acest domeniu, numit optimizare pentru motoarele de căutare, încearcă să identifice modele în listările motoarelor de căutare și apoi să dezvolte o metodologie pentru îmbunătățirea clasamentelor, pentru a atrage mai mulți căutători pe site-urile clienților lor. Ideea generală este de a afecta algoritmul de relevanță al Google prin includerea cuvintelor cheie vizate în diverse locuri "pe pagină", în special elementul titlului și conținutul corpului (notă: cu cât mai sus în pagină, presupus că cu atât mai bună este prominența cuvântului cheie). Prea multe apariții ale cuvântului cheie, totuși, fac ca pagina să pară suspectă pentru algoritmii de verificare a spamului ai Google. Google a publicat linii directoare pentru proprietarii de site-uri care doresc să-și crească clasamentul atunci când utilizează consultanți de optimizare legitimi. A fost ipotetizat, și, presupus, este opinia proprietarului unei afaceri despre care au fost numeroase plângeri, că publicitatea negativă, de exemplu, numeroasele plângeri ale consumatorilor, ar putea servi la fel de bine pentru a ridica clasamentul paginii în căutarea Google ca și comentariile favorabile.

### Actualizarea algoritmului de căutare "Hummingbird"
În 2013, Google a actualizat semnificativ algoritmul său de căutare cu "Hummingbird". Numele acestuia a fost derivat din viteza și precizia păsării colibri. Schimbarea a fost anunțată pe 26 septembrie 2013, fiind deja în uz de o lună. "Hummingbird" pune un accent mai mare pe interogările de limbaj natural, luând în considerare contextul și semnificația în locul cuvintelor cheie individuale. De asemenea, examinează mai în profunzime conținutul de pe paginile individuale ale unui site web, având o capacitate îmbunătățită de a îndruma utilizatorii direct către cea mai potrivită pagină în loc să-i ducă doar la pagina de start a unui site web. Astfel, dezvoltatorii web si proprietarii site-urilor au fost încurajați să-și optimizeze paginile cu scriere naturală în loc de cuvinte cheie forțate.

### Mobile-first indexing
Google a început să testeze indexarea „mobile-first” în noiembrie 2016, folosind versiunea mobilă a site-urilor ca sursă primară pentru indexare și clasament. În data de 1 iulie 2019, Google a activat implicit această metodă pentru toate site-urile noi, iar tranziția completă — care a inclus și site-urile existente — a fost finalizată pe 31 octombrie 2023.

### Calitatea rezultatelor căutării
În anii 2020, observatorii au raportat o percepție a scăderii calității rezultatelor de căutare găsite în Google Search.
În 2023, bazându-se pe documente interne Google dezvăluite ca parte a cazului antitrust United States v. Google LLC (2020), reporterii de tehnologie au afirmat că Google Search era "umflat și supramonetizat" și că "potrivirea semantică" a căutărilor punea profiturile din publicitate înaintea calității.

## Interfață

### Aranjament în pagină
În partea de sus a paginii de căutare, se notează numărul aproximativ de rezultate și timpul de răspuns, cu două cifre în spatele virgulei. Printre rezultatele căutării, apar titluri de pagini și URL-uri, date și un fragment de text de previzualizare pentru fiecare rezultat. Împreună cu rezultatele căutării pe web, pot apărea secțiuni cu imagini, știri și videoclipuri. Lungimea fragmentului de text previzualizat a fost experimentată în 2015 și 2017.

### Căutare universală
"Căutarea universală" a fost lansată de Google la 16 mai 2007, ca o idee care a unit rezultatele din diferite tipuri de căutare într-una singură. Înainte de lansarea căutării universale, o căutare standard pe Google consta doar în linkuri către site-uri web. Căutarea universală, însă, încorporează o gamă largă de surse, inclusiv site-uri web, știri, imagini, hărți, bloguri, videoclipuri și altele, toate afișate pe aceeași pagină de rezultate a căutării. 
În luna iunie a anului 2017, Google și-a extins rezultatele căutării pentru a acoperi listările de locuri de muncă disponibile. Datele sunt agregate din diverse tabele de locuri de muncă majore și sunt colectate prin analizarea paginilor de pornire ale companiilor. Inițial disponibil doar în limba engleză, funcția își propune să simplifice găsirea locurilor de muncă potrivite pentru fiecare utilizator.

### Graficul Cunoștințelor
Graficul Cunoștințelor este o bază de cunoștințe folosită de Google pentru a îmbunătăți rezultatele motorului său de căutare cu informații colectate dintr-o varietate de surse. Aceste informații sunt prezentate utilizatorilor într-o casetă în partea dreaptă a rezultatelor căutării. Casetele Graficului Cunoștințelor au fost adăugate în motorul de căutare Google în mai 2012, începând în Statele Unite, cu extinderea internațională până la sfârșitul anului. Informațiile acoperite de Graficul Cunoștințelor au crescut semnificativ după lansare, triplându-și dimensiunea originală în șapte luni și reușind să răspundă "aproximativ la o treime" din cele 100 de miliarde de căutări lunare procesate de Google în mai 2016. Informațiile sunt adesea folosite ca răspuns vocal în căutările Google Assistant și Google Home. Graficul Cunoștințelor a fost criticat pentru furnizarea de răspunsuri fără atribuirea sursei.

### Fila personală
În mai 2017, Google a activat o nouă filă personală în Căutările Google, permițând utilizatorilor să caute conținut în diversele servicii ale conturilor lor Google, inclusiv mesaje de e-mail și fotografii din Google Photos.

### Google discover
Google Discover, anterior cunoscut sub numele de Google Feed, este un flux personalizat de articole, videoclipuri și alte conținuturi legate de știri. Fluxul conține o "combinație de carduri" care afișează subiecte de interes bazate pe interacțiunile utilizatorilor cu Google sau pe subiectele pe care aceștia aleg să le urmărească direct. Cardurile includ linkuri către știri, videoclipuri YouTube, scoruri sportive, rețete și alte conținuturi bazate pe ceea ce Google a determinat că probabil vă interesează cel mai mult în acel moment specific. Utilizatorii pot de asemenea să selecteze că nu sunt interesați de anumite subiecte pentru a evita să vadă actualizări viitoare.
Google Discover a fost lansat în luna decembrie a anului 2016 și a primit o actualizare majoră în luna iulie a anului 2017. O altă actualizare majoră a fost lansată în septembrie 2018, care a redenumit aplicația de la Google Feed la Google Discover, a actualizat designul și a adăugat mai multe funcții. Discover poate fi găsită pe o filă în aplicația Google și prin glisarea spre stânga pe ecranul de start al anumitor dispozitive Android.

### Reproiectare
La sfârșitul lunii iunie a anului 2011, Google a introdus o nouă aparență pentru pagina de start pentru a stimula utilizarea instrumentelor sociale Google+.
Una dintre schimbările majore a fost înlocuirea barei de navigare clasice cu una neagră. Directorul creativ digital al Google, Chris Wiggins, explică: "Lucrăm la un proiect pentru a vă aduce o experiență Google nouă și îmbunătățită, și în următoarele luni, veți continua să vedeți mai multe actualizări la aspectul și senzația noastră." Noua bară de navigare a fost primită negativ de o mică parte din utilizatori. 
În luna noiembrie a anului 2013, Google a început să testeze etichetele galbene pentru reclamele afișate în rezultatele căutării, pentru a îmbunătăți experiența utilizatorului. Noul design al etichetelor, evidențiate în culoare galbenă și aliniate în partea stânga a fiecărui link sponsorizat, ajută utilizatorii să facă diferența între rezultatele organice și cele sponsorizate. La 15 decembrie 2016, Google a lansat o nouă interfață de căutare pentru desktop care imită interfața modulară a utilizatorului de pe dispozitivele mobile.

### Aplicații pentru telefoanele mobile
Google oferă o aplicație mobilă "Google Search" pentru dispozitive Android și IOS. Aplicațiile mobile includ exclusiv funcția Google Discover și o funcție "Collections", în care utilizatorul poate salva pentru consultare ulterioară orice tip de rezultat de căutare, cum ar fi imagini, marcaje sau locații pe hartă.
În aprilie 2016, Google a actualizat aplicația sa de căutare pe Android pentru a include funcția "Trends"; căutările care câștigau popularitate apăreau în caseta de autocompletare împreună cu autocompletarea normală a căutării. Actualizarea a primit o reacție puternică din partea utilizatorilor, din cauza încurajării căutărilor care nu erau legate de interesele sau intențiile utilizatorilor, ceea ce a determinat compania să emită o actualizare cu opțiunea de renunțare.
În decembrie 2017, Google a lansat "Google Go", o aplicație proiectată pentru a permite utilizarea căutării Google pe dispozitive fizic mai mici și cu specificații mai reduse, în mai multe limbi.

## Realizarea unei căutări
Căutarea Google constă într-o serie de site-uri localizate. Cel mai mare dintre acestea, site-ul google.com, este cel mai vizitat site web din lume. Unele dintre caracteristicile sale includ un link de definiție pentru cele mai multe căutări, inclusiv cuvinte din dicționar, numărul de rezultate obținute în căutarea ta, linkuri către alte căutări.

### Sintaxa căutărilor
Căutarea Google acceptă întrebări sub formă de text normal, precum și cuvinte cheie individuale. Corectează automat greșelile aparente de ortografie în mod implicit și furnizează aceleași rezultate indiferent de capitalizare. Pentru rezultate mai personalizate, se pot folosi o varietate largă de operatori, inclusiv, dar fără a se limita la:
- OR –Caută pagini web care conțin una dintre cele două interogări similare, cum ar fi maraton SAU cursă.
- - (semnul minus) - Excluderea unui cuvânt sau a unei expresii
- "" – Obligă includerea unui cuvânt sau a unei expresii
- * – Simbolul locțuitor, care permite înlocuirea cuvintelor în contextul căutări
- .. – Caută într-un interval de numere
- site: – Caută în cadrul unui site web specific
- define: – Caută definiții pentru un cuvânt sau o expresie.
- stocks: – Vezi prețul acțiunilor pentru investiții
- related: – Găsește pagini web legate de adrese URL specifice.
- @ Caută un cuvânt specific pe rețelele de socializare.

#### Extindere a interogărilor

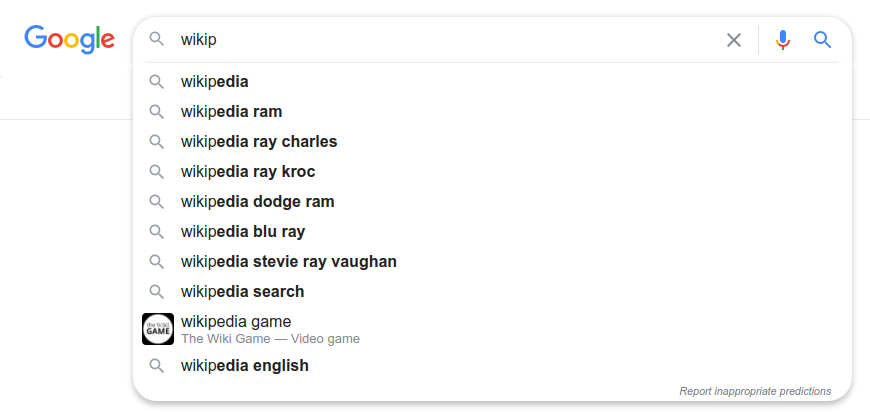
O captură de ecran a sugestiilor oferite de căutarea Google atunci când se tastează "wikip"

Google aplică extinderea întrebărilor la căutările trimise, folosind tehnici pentru a oferi rezultate pe care le consideră "mai inteligente" decât întrebarea efectivă trimisă de utilizatori. Această tehnică implică mai multe etape, printre care:
- Reducerea cuvintelor – Anumite cuvinte pot fi reduse, astfel încât alte termeni similari să fie, de asemenea, găsiți în rezultate
- Acronime – Căutarea abrevierilor poate returna și rezultate despre numele complet
- Greșeli de scriere – Google adesea sugerează ortografii corecte pentru cuvintele scrise greșit
- Sinonime – În majoritatea cazurilor în care un cuvânt este folosit incorect într-o frază sau propoziție, căutarea Google va afișa rezultate bazate pe sinonimul corect
- Traduceri – Motorul de căutare poate, în anumite situații, sugera rezultate pentru cuvinte specifice într-o altă limbă.

În anul 2008, Google a început să ofere utilizatorilor sugestii de căutare autocompletate într-o listă sub bara de căutare în timp ce se scrie.

### Campania "Mă simt norocos"
Pagina principală a Google include un buton denumit "I'm Feeling Lucky". Această caracteristică le permitea inițial utilizatorilor să introducă interogarea lor de căutare, să facă clic pe buton și să fie direcționați direct către primul rezultat, evitând pagina de rezultate a căutării. Făcând clic pe acest buton fără să completezi caseta de căutare deschide arhiva de Doodles a Google.
În anul 2012, "I'm Feeling Lucky" a fost modificat pentru a servi ca publicitate pentru serviciile Google; utilizatorii își plimbă cursorul mouse-ului peste buton, acesta se rotește și afișează o emoție, iar când este apăsat, duce utilizatorii la un serviciu Google legat de acea emoție.

### Caracteristici interactive speciale
Pe lângă funcția principală de căutare bazată pe text a motorului de căutare Google, acesta oferă și mai multe caracteristici rapide și interactive:
- Calculator
- Conversii de fusuri orare, valută și unități
- Traduceri de cuvinte
- Stare zboruri
- Program cinema local
- Prognoze meteo
- Rate de populație și șomaj
- Urmărire colete

### Căutare conversațională cu funcția "OK Google"
În cadrul conferinței pentru dezvoltatori Google, Google I/O, în luna mai a anului 2013, compania a anunțat că utilizatorii de Google Chrome și ChromeOS vor putea iniția căutări bazate pe audio spunând "OK Google", fără a fi necesare apăsări de butoane. După ce primesc răspunsul, utilizatorii pot continua cu întrebări suplimentare. Google a lansat ulterior o extensie de browser pentru Chrome, numită cu eticheta "beta" pentru dezvoltare neterminată. În mai 2014, compania a adăugat oficial "OK Google" în browser; au eliminat-o în octombrie 2015, citând un nivel scăzut de utilizare, deși iconița microfonului pentru activare a rămas disponibilă. În mai 2016, 20% din căutările pe dispozitive mobile au fost efectuate prin voce.

## Operațiuni

### Produse de căutare
În plus față de instrumentul său pentru căutarea paginilor web, Google oferă și servicii pentru căutarea de imagini, grupuri de știri Usenet, site-uri de știri, videoclipuri (Google Videos), căutarea după localitate, hărți și produse de vânzare online.
În 2012, Google indexase peste 30 de trilioane de pagini web și primea 100 de miliarde de interogări pe lună. De asemenea, stochează o mare parte din conținutul pe care îl indexează. Google operează și alte instrumente și servicii, inclusiv Google News, Google Shopping, Google Maps, Google Custom Search,Google Earth, Google Docs, YouTube, Google Translate, Google Blog Search și Google Desktop Search.
Există și produse disponibile de la Google care nu sunt direct legate de căutare. Gmail, de exemplu, este o aplicație web de e-mail, dar include totuși funcții de căutare; Google Browser Sync nu oferă facilități de căutare, deși își propune să îți organizeze timpul de navigare.

### Consumul de energie
În 2009, Google a declarat că o căutare necesită în total aproximativ 1 kJ sau 0,0003 kW·h, ceea ce este suficient pentru a ridica temperatura unui litru de apă cu 0,24 °C. Potrivit motorului de căutare ecologic Ecosia, standardul din industrie pentru motoarele de căutare este estimat la aproximativ 0,2 grame de emisii de CO2 per căutare. Cele 40.000 de căutări pe secundă ale Google se traduc în 8 kg de CO2 pe secundă sau peste 252 de milioane de kilograme de CO2 pe an.

### Google Doodles
La anumite ocazii, logo-ul de pe pagina web a Google se schimbă într-o versiune specială, cunoscută sub numele de "Google Doodle". Acesta poate fi o imagine, un desen, o animație sau un joc interactiv care include logo-ul. De obicei, acest lucru se face pentru un eveniment sau o zi specială, deși nu toate sunt cunoscute. Făcând clic pe Doodle, vei fi redirecționat către o serie de rezultate de căutare Google despre subiectul respectiv. Primul a fost o referire la Festivalul Burning Man în 1998, iar altele au fost create pentru aniversările unor personalități remarcabile precum Albert Einstein, evenimente istorice precum aniversarea a 50 de ani de la apariția blocului Lego și sărbători precum Ziua îndrăgostiților. Unele Google Doodles au interactivitate dincolo de o simplă căutare, cum ar fi celebra versiune "Google Pac-Man" care a apărut pe 21 mai 2010.

## Critică

### Confidențialitate
Google a fost criticat pentru plasarea de cookie-uri pe termen lung pe dispozitivele utilizatorilor pentru a stoca preferințele, o tactică care îi permite, de asemenea, să urmărească termenii de căutare ai unui utilizator și să rețină datele pentru mai mult de un an.
Începând din 2012, Google Inc. a introdus conexiuni criptate la nivel global pentru cea mai mare parte a clienților săi, pentru a evita blocările guvernamentale ale serviciilor comerciale și IT.

### Plângeri despre indexare
În 2003, The New York Times s-a plâns despre indexarea Google, susținând că cache-ul conținutului pe site-ul său încalcă drepturile sale de autor pentru conținut. În ambele cazuri Field v. Google și Parker v. Google, Curtea de District a Statelor Unite din Nevada a decis în favoarea Google.

### Abuz împotriva copiilor
Un articol din New York Times din 2019 despre Google Search a arătat că au fost găsite imagini cu abuz asupra copiilor pe Google și că compania a fost uneori reticentă în a le elimina.

### Eroarea malware din ianuarie 2009
Google marchează rezultatele căutării cu mesajul "Acest site poate dăuna computerului dvs." dacă site-ul este cunoscut că instalează software rău intenționat în fundal sau în alt mod fără știrea utilizatorului. În jur de 40 de minute, pe 31 ianuarie 2009, toate rezultatele căutării au fost clasificate greșit ca malware și, prin urmare, nu puteau fi accesate; în schimb, era afișat un mesaj de avertizare, iar utilizatorul era obligat să introducă manual URL-ul solicitat. Bug-ul a fost cauzat de o eroare umană.

### Posibilă utilizare greșită a rezultatelor căutării
În 2007, un grup de cercetători a observat o tendință a utilizatorilor de a se baza exclusiv pe Google Search pentru găsirea informațiilor. În 2011, rezultatele căutărilor în Google Search au fost arătate de activistul de pe internet Eli Pariser că sunt adaptate utilizatorilor, izolând efectiv utilizatorii în ceea ce el a definit ca o "bulă de filtrare". Pariser consideră algoritmii folosiți în motoarele de căutare, cum ar fi Google Search, responsabili pentru furnizarea "unui ecosistem personal de informații".

### Amezi FTC
În 2012, Comisia Federală de Comerț din SUA a amendat Google cu 22,5 milioane de dolari pentru încălcarea acordului lor de a nu încălca confidențialitatea utilizatorilor browserului web Safari de la Apple.

### Plăți către Apple
Într-o dezvăluire din luna noiembrie a anului 2023, în timpul procesului antitrust împotriva Google, un profesor de economie de la Universitatea din Chicago a dezvăluit că Google plătește Apple 36% din toate veniturile din publicitatea la căutare generate atunci când utilizatorii accesează Google prin browserul Safari. Veniturile generate de utilizatorii Safari au fost păstrate confidențiale, dar cifra de 36% sugerează că este probabil în zecile de miliarde de dolari. 
Atât Apple, cât și Google au argumentat că dezvăluirea termenilor specifici ai acordului lor privind căutarea implicită ar prejudicia pozițiile lor competitive. Cu toate acestea, instanța a decis că informația este relevantă pentru cazul antitrust și a ordonat dezvăluirea sa. Această dezvăluire a stârnit preocupări legate de dominația Google pe piața motoarelor de căutare și de posibilele efecte anticoncurențiale ale acordurilor sale cu Apple Inc..

### Părtinirea umană
Motorul de căutare Google este programat să folosească algoritmi care înțeleg și prezic comportamentul uman. Cartea "Race After Technology: Abolitionist Tools for the New Jim Code" de Ruha Benjamin vorbește despre biasul uman ca un comportament pe care motorul de căutare Google îl poate recunoaște. În 2016, unii utilizatori au căutat pe Google "trei adolescenți de culoare" și au apărut imagini cu fotografii de tip "mugshot" ale unor tineri afro-americani. Apoi, utilizatorii au căutat "trei adolescenți albi" și au fost prezentate fotografii cu adolescenți zâmbitori și fericiți. De asemenea, au căutat "trei adolescenți asiatici" și au apărut fotografii foarte revelatoare ale unor fete și femei asiatice. Benjamin a concluzionat că aceste rezultate reflectă prejudecățile și viziunile umane asupra diferitelor grupuri etnice. Un grup de analiști a explicat conceptul unui program de calculator rasist: "Ideea aici este că computerele, spre deosebire de oameni, nu pot fi rasiste, dar învățăm tot mai mult că, de fapt, ele preiau trăsăturile creatorilor lor ... Unii experți cred că această problemă ar putea deriva din prejudecățile ascunse în cantitățile masive de date pe care algoritmii le procesează în timp ce învață să recunoască tipare ... reproducând astfel cele mai rele valori ale noastre".

## Marcă
Deoarece oamenii vorbesc despre "a căuta pe google" în loc de a căuta, compania a întreprins câțiva pași pentru a-și apăra marca înregistrată, într-un efort de a preveni transformarea acesteia într-o marcă generică. Acest lucru a dus la procese și amenințări cu proces.

## Funcții întrerupte

### Traducerea paginilor străine
Până în luna mai a anului 2013, Google Search oferea o facilitate pentru a traduce căutările în alte limbi. Un purtător de cuvânt al Google a declarat pentru Search Engine Land că „Eliminarea funcțiilor este întotdeauna dificilă, dar analizăm foarte atent fiecare decizie și implicatiile sale pentru utilizatorii noștri. Din păcate, această facilitate nu a fost niciodată prea populară”.

### Căutare instantă
Căutarea instantanee a fost anunțată în luna septembrie a anului 2010 ca o facilitate care afișa rezultate sugerate în timp ce utilizatorul tasta  căutarea acestuia, inițial doar în anumite țări sau pentru utilizatorii înregistrați. Avantajul principal al noului sistem era capacitatea sa de a economisi timp, cu Marissa Mayer, pe atunci vicepreședinte al produselor de căutare și experiența utilizatorului, proclamând că această facilitate ar economisi între 2 și 5 secunde per căutare. Actualizarea a devenit de asemenea remarcată pentru faptul că compania a schimbat tehnologia subiacentă a căutării Google de la HTML la AJAX.

### Previzualizare instantă
"Previzualizările instantanee" permiteau previzualizarea capturilor de ecran ale paginilor web rezultate din căutare fără a fi nevoie să le deschideți. Funcția a fost introdusă în noiembrie 2010 pe site-ul web desktop și a fost eliminată în aprilie 2013, invocându-se utilizarea scăzută.

### Pagina de căutare criptată dedicată
Diferite motoare de căutare oferă facilități de căutare web criptată. În mai 2010, Google a lansat căutarea web criptată SSL. Căutarea criptată era accesată la adresa encrypted.google.com. Totuși, astăzi, căutarea web este criptată prin Transport Layer Security (TLS) în mod implicit, astfel încât fiecare cerere de căutare ar trebui să fie automat criptată dacă browserul web suportă TLS. Pe site-ul său de suport, Google a anunțat că adresa encrypted.google.com va fi dezactivată pe 30 aprilie 2018, declarând că toate produsele Google și majoritatea browserelor noi folosesc conexiuni HTTPS ca motiv pentru întreruperea acestui serviciu.

### Căutare în timp real
Google Real-Time Search era o caracteristică a căutării Google în care rezultatele căutării includeau uneori informații în timp real din surse precum Twitter, Facebook, bloguri și site-uri de știri. Caracteristica a fost introdusă pe 7 decembrie 2009 și a fost dezactivată pe 2 iulie 2011, după ce acordul cu Twitter a expirat. Real-Time Search includea actualizările de stare de pe Facebook începând cu 24 februarie 2010. O caracteristică similară cu Real-Time Search era deja disponibilă pe motorul de căutare Bing al Microsoft, care afișa rezultate din rețelele Twitter și Facebook.

## Concurență
Google este concurat de motoare de căutare ca Yahoo! Search, Baidu, Microsoft Bing, InterActiveCorp Ask.com, AOL și altele. 

## Dispute
Rezultatul unei cereri de căutare după anumite criterii (cuvinte cheie) este o listă de site-uri web găsite. De obicei, lista este foarte mare, iar utilizatorii nu consultă fiecare site în parte până să găsească ceea ce caută. În principiu, listele se alcătuiesc pe baza popularității și relevanței siturilor, dar, în mod natural, utilizatorii se uită doar la prima pagină a listei, sperând ca deja acolo să găsească situl căutat. Din această cauză, ordinea siturilor de pe așa numita hit list capătă o importanță majoră: companiile care oferă motoare de căutare sunt practic întotdeauna influențate de motive economice, sociale sau politice, drept care prezintă anumite situri în mod preferențial, la începutul listei. Google Bombing este doar un exemplu de încercare de influențare a ordinii siturilor din hit list.
Acest aspect privește toate motoarele de căutare în Internet, nu numai Google.

## Limbi
Motorul de căutare Google a fost tradus total sau parțial în mai multe limbi, inclusiv în română.
| - Afrikaans - Akan - Albaneză - Amharică - Arabă - Armeană - Azeră - Bască - Bielorusă - Bemba - Bengaleză - Bihari - Bosniacă - Bretonă - Bulgară - Khmeră (Cambodgiană) - Catalană - Cherokee - Chichewa - Chineză (simplificată) - Chineză (tradițională) - Corsicană - Croată | - Cehă - Daneză - Olandeză - Engleză (Marea Britanie) - Engleză (Statele Unite) - Esperanto - Estonă - Feroeză - Filipineză - Finlandeză - Franceză - Frizone de vest - Galiciană - Georgiană - Germană - Greacă - Guarani - Gujarati - Hausa - Haitiană - Hawaiiană - Ebraică | - Hindi - Maghiară - Islandeză - Igbo - Indoneziană - Interlingua - Irlandeză - Italiană - Japoneză - Javaneză - Engleză canadiană - Kazahă - Kinyarwanda - Kirundi - Coreeană - Kurdă - Kârgâză - Laoțiană - Latină - Letonă - Lingala - Lituaniană | - Lugandaneză - Luo - Macedoneană - Malgașă (Madagascar) - Malaeziană - Malayalam - Malteză - Māori - Marathiană - Maurițiană - Moldovenească (Română) - Mongolă - Muntenegreană - Nepaleză - Norvegiană - Norvegiană (Nynorsk) - Occitană - Oriya - Oromo - Pashto - Persană - Poloneză | - Portugheză - Portugheză braziliană - Punjabi - Quechua - Română - Retoromană - Runyakitara - Rusă - Scoțiană - Sârbă - Sârbo-croată - Sesotho - Setswana - Shona - Sindhi - Sinhaleză - Slovacă - Slovenă - Somaleză - Spaniolă - Sundaneză - Swahili | - Suedeză - Tadjică - Tamilă - Tătară - Telugu - Thailandeză - Tigrină - Tonga - Tshiluba - Turcă - Turkmenă - Twi - Uighuri - Ucraineană - Urdu - Uzbecă - Vietnameză - Galeză - Xhosa - Idiș - Yoruba - Zulu |